# Hieracium krylovii
Hieracium krylovii es una especie de planta con flor del género Hieracium, de la familia Asteraceae, orden Asterales.

## Distribución
Hieracium krylovii se distribuye por Rusia y Kazajistán.

## Taxonomía
Fue descrita científicamente por Nevski ex Krylov.
Tratamiento taxonómico
La especie aparece registrada en una sección de la publicación Fl. Sibir. Occ.